# فهرست واژگان عرفانی
در این فهرست واژگان عرفانی -ترجیحا عرفان اسلامی- بصورت سنتی و مستند تعریف می شوند.

## آ
آب حیات: چشمهای است در ظلمات که هر کس از آن بنوشد زندگی جاوید پیدا می‌کند. کنایه از چشمه عشق و محبت است.
آب حیوان: تابش انوار و تجلیات الهی را گویند.
آغوش: دریافت رموز و اسرار الهی را گویند.
آن: حد فاصل میان گذشته و آینده.
آینه: قلب انسان کامل است.

## الف
ابد: امتداد زمان در طرف آینده‌است و در نزد اهل تصوف ابد و ازل از صفات و ویژگی‌های حق تعالی است. فرق ابد و ازل در آنست که ازل را آغازی نیست و ابد را پایانی.
ابر: نزد صوفیان، ابر حجابی است که سبب وصول شهود باشد به واسطه کوشش و اجتهاد.
اتصال: انفصال از ماسوای حق را اتصال گویند. (کشاف اصطلاحات الفنون و العلوم، التهانوی)
اجابت: عهد و پیمان بنده‌است با حق.
اختبار (آزمودن): امتحان حق برای صادقان است تا به آن منازل مخصوصان آبادان گردد. (اللمع، السراج الطوسی)
ادب: شناخت آنچه که به آن از جمیع انواع خطا احتراز می‌شود. (تعریفات جرجانی)
ادب در معرفت: هرجا و هر زمان عارف، با خدا و موافق خواست او باشد. (مشرب الارواح، روزبهان بقلی)
اشاره: خبر دادن از مراد است بدون عبارات و الفاظ.
امانت: امانت پنهان‌داشتن احوال و خاموشی از اقوال است. (مشرب الارواح، روزبهان بقلی)
امتحان: بلایی از جانب حق تعالی بر دل سالک تا غیر حق را از دل او پاک کند.
انس: اثر مشاهده جمال الهی است در دل سالک. انس اعتماد به خدا و آرامش به او و استعانت از اوست.

## ب
باده: عشق صوفیان مبتدی را گویند. عشقی که ضعیف است و این برای عوام نیز در ابتدای سلوک موجود است.
باده صافی: عشق بی‌آلایش است. عشقی خالی از هر عیب و نقص، و فارغ از لذت وصل یا درد دوری و حرمان.
باد صبا: عبارتست از نفخات رحمانیه از جانب مشرق روحانیات. اشاره به نفس و دم رحمت خداوند است.
بار امانت: مراد از امانت تکلیف و عهد و پیمان الهی است.
باران: کنایت از فیض حق تعالی است، و رحمت او، که از عالم غیب بر جهان امکان صادر می‌شود، و ممکنات بر حسب مراتب و میزان استعداد خود از آن بهره‌مند می‌شوند. غلبه عنایات الهی نیز می‌باشد.
باغ: جهان خرم روحانی است.
بال: نزد صوفیه روشنایی قلب و نورانی شدن آن بواسطه علوم و معارف الهی است.
بت: مقصود و مطلوب را گویند.
بتخانه: دل عارف کامل است و نیز اشاره دارد به عالم جبروت.
بتکده: باطن عارف کامل که در آن ذوق و شوق معارف الهیه بسیار باشد.
بحر: مقام ذات و صفات بی‌نهایت حق است، که تمامی موجودات به مثال امواج این دریای نامتناهی هستند.
بسط: باز شدن و شادمانی دل است که به کوشش بدست نیاید. به زبانی دیگر بسط، واردی است که لطف و رحمت حق را دربردارد. رسایل شاه نعمت‌الله ولی
بسط شاهدان: ابن عطا گفت تو را از تو می‌گیرد و به خودش به تو وسعت می‌دهد. (مشرب الارواح، روزبهان بقلی)
بقاء: بقای روح است در مشاهدهٔ بی‌اضطراب، بقای سرّ در توحید، بقای عبودیت به ذهاب نفس. (شرح شطحیات، روزبهان بقلی). نسبت فرد است به حق. بقا نام است برای آنچه باقی و پایدار ماند بعد از فناء شواهد و سقوط آن.
بلاء: امتحان حضرت دوست است که هرچقدر این بلا زیاد شود گویای قربت و نزدیکی او به حق است.
بوسه: فیض و جذبه باطن است.

## پ
پاکبازی: توجه خاص را گویند، که نه در اعمال و صواب خواهد و نه علوّ مرتبه، بلکه خالص خدای را کوشد. (رساله اصطلاحات، عراقی)
پای کوفتن: تواجد (اظهار وجد کردن) را گویند. (عراقی، اصطلاحات عرفانی)
پرده: حجاب میان عبد ومعبود است. به مانع میان عاشق و معشوق هم اشاره دارد.
پیاله: تعین‌های هستی می‌باشد که همه آن‌ها آینه حق هستند. کنایت از محبوب نیز می‌باشد. صفای ظاهر و باطن که هرچه در او باشد عیان می‌گردد.
پیر: دوستی حق را گویند وقتی که طلب و خواستن به تمام و کمال باشد از آن جهت که استحقاق این دوستی را دارد. به معنای مرشد و مراد نیز هست.
پیر خرابات: منظور محبوب است که جز خدای نیست. کاملان و راهنمایان طریقت.
پیر مغان: پیر طریقت و مرشد کامل.
پیر میکده: پیر طریقت است که بدان پیر میخانه نیز گویند.
پیمانه: تعبیر دیگریست در بیان دل سالک و صوفی.

## ت
تواجد: طلب وجد نمودن است. اظهار حالت وجد و شادی روحانی است بی‌آنکه وجدی باشد، بدان‌گونه که فرد در مثال افراد واجد باشد برای کسب فیض.
تجلی: نور مکاشفه است که از حضرت حق بر دل عارف ظاهر می‌گردد و دل را می‌سوزاند و سالک را مدهوش می‌گرداند.
تسلیم: رها کردن تدبیر به اختیار خویش است و استقبال از قضا الهی به رضایت.
توفیق: جریان امور است بر وفق مراد و میل حق و حقیقت و فراهم آمدن اسباب کار است. توفیق موهبت الهی است که نصیب هر کس شود وی را به آنچه می‌خواهد می‌رساند.
توکل: متکی شدن به حق و از خود و خلق نظر برداشتن است. دلبستگی و اعتماد کامل است به پروردگار.

## ج
جام: اشاره دارد به دل صوفی. عالم هستی را نیز به جام تعبیر می‌کنند، چون فیض حیات را از صاحب حیات دریافت کرده‌است.
جان: روح انسانی است. کنایت از نفس رحمانی وتجلیات حق است.
جان افزا: بقا و ماندگاری سالک است به این صفت و فنا در وی راه ندارد.
جبروت: حدفاصل میان جهان ملک و ملکوت را گویند.
جذبه: نزدیک شدن انسان است به تقریب عنایت الهی. سالک به حضرت حق به مقتضای عنایات حق نزدیک می‌شود، بدون رنجش و سعی خودش.
جرس: خطابیست از سر قهر.
جرعه: تجلی وجودی را گویند. اسرار مقامات و جمیع حالات که در سیر و سلوک از سالک پوشیده‌است.
جلال: ظاهر کردن بزرگی و بی‌نیازی معشوق است از جهت ابراز بی‌نیازی از عاشق و نفی غرور وی و بیان استغنا و توانگری معشوق.
جلوه:انوار الهی را گویند که بر دل سالک تابیده می‌شود و او را واله و شیدا می‌کند.
جمال: ظاهر کمالات معشوق است تا رغبت و طلب عاشق را زیاد کند.
جور: منع کردن و بازداشتن سالک را از سیر و سلوک می‌گویند.
جهالت: در نزد عرفا کنایه از مرگ دل است که حقایق را درک نمی‌کند.

## چ
چراغ دل: دل روشن به نور معرفت را می‌گویند.
چشم: در اصطلاح صوفیه جمال را گویند و همچنین به دیده الهی نیز تعبیر می‌شود.
چشم جادو: جذبات الهی است.
چشم خمار: کنایه از پنهان کردن تقصیرات و کاستی‌های سالک است بر روی سالک از جانب حضرت دوست.
چشم مست: سر الهی و جذبات حق است.
چله: مدت خلوتی است که صوفی به فرمان پیر و مراد و شیخ خود به سر می‌برد که غالباً چهل روز است اما منحصر به ایام اربعین نیست.
چنگ: دست یافتن به کمال شوق و ذوق است.
چهره :عبارتست از تجلیات حق بر سالک در حال غیبت.

## ح
حال: واردی است که بر دل سالک بی‌اختیار و بدون کسب به سبب طاعات واذکار و اوراد فرود می‌آید.
حجاب: آنچه بین صوفی وحقیقت است. مانع میان عاشق و معشوق. حجاب گاهی معارف ذهنی است و گاه کشف و شهود و گاهی هستی خود صوفی.
حرم: مقام بی‌رنگی و بی‌خودی است.
حریف: هم شأن و هم مقام و هم پیاله. به معنای معاشران نیز آمده‌است.
حضور: در اصطلاح عرفا غیبت از خلق است. به مقام وحدت نیز گفته می‌شود.
حق: به معنی سزاوار و درست و واجب کری است. نامی است از اسماء الهی و نزد اهل تصوف ذات خداوند است. به معنای ثابت نیز آمده و همچنین مطابقت با واقعیت و حقیقت نیز هست.
حقیقت: امری که به‌طور قطع و یقین ثابت شده باشد. از نظر صوفیه غیر خدا حق تعالی هیچ چیز و هیچ‌کس به یقین ثابت نیست پس حقیقت جز خدا نیست.
حلقه: نشستن صوفیان در مجلس برای ذکر و سماع.
حلول: فرود آمدن چیزی در غیر خود.
حیرت: سرگردانی است و در اصطلاح اهل دل امری‌ست که بر قلب عارف وارد می‌شود هنگامی که در حالت تأمل و تفکر هستند و مانع بر ادامه آن می‌گردد.

## خ
خال: نقطه وحدت حقیقی است. در اصطاح صوفیه اشاره به مبدأ و منتهای کثرت می‌باشد. به معنای ظلمت معصیت نیز آمده که به علت کم بودن طاعت انسان که مانع و حاجب میان او و انوار الهی است.
خاطر: عبارتست از خطابی که به قلب سالک وارد می‌شود و این ممکن است الهی یا شیطانی باشد بی آنکه در قلب وی باقی بماند و ماندگار شود. همچنین به وارد غیبی که بدون سایقه تفکر و تأمل پیدا شود نیز گفته می‌شود.
خانه دل: قلب انسان است اما نه این قلب واقع در سینه.
خرابات: شرابخانه. در اصطلاح عبارت از خراب شدن صفات بشریت و فانی شدن وجود جسمانی است.
مقام وحدت و خرابی صفات بشریت را گویند. (جواد نوربخش)
| کیست که بنمایدم راه خرابات را |  | تا بدهم مزد او حاصل طاعات را |
|                               |  | مولوی                        |

خراباتی: فانی مطلق است که وجود اضافی او در وجود مطلق خدا و ذات حق فنا شده باشد.
خراباتی از خودی فراغت یافته، خود را به کوی نیستی درباخته باشد. (شرح گلشن راز، لاهیجی)
خرقه: علامت سر سپردن صوفی است به شیخ طریقت و در حقیقت نشانه تسلیم بود به خدای تعالی.
خشوع: به پا خاستن دل در پیشگاه حق برای فرمانبری توأم با خاکساری. درهم شکستن بت غرور.
خضر: پیر مکمل کامل را گویند. کنایه از بسط نیز هست.
خلوت: صوفی محلی را خالی از غیر اختیار کند. محادثه سر است با حق به‌نحوی که دیگری در آن مجال و فرصتی نیابد.
خم: اشاره دارد به واحدیت و مقام جمع را نیز گویند.
خمار: (به شد حرف م) اشاره‌است به خدای تعالی و همچنین سالک صاحب شهود.
خمار: (به ضم حرف خ) بازگشت سالک از مستی وحدت به کثرت را گویند. عاشق سرگردان.
خمر: غلبه عشق بر دل صوفی است که رسوایی به بار آورد.
خوف: شرم از گناه گذشته و رسیدن مکروهی در آینده. اشاره دارد به مطالعه مستمر و مدام دل.

## د
درد: حالتی را گویند که از محبوب صادر شود و محب و دوستدار طاقت آن را ندارد.
دُرد و صاف: لطف و قهر، عنایت و عتاب، محبت و محنت محبوب را گویند.
| صاف او بی دُرد بود و راحتش بی دَرد بود |  | گلشن بی خار بود و نوش او بی نیش بود |
|                                      |  | دیوان‌شمس                            |

| به دُرد و صاف ترا حکم نیست خوش در کش |  | که هرچه ساقی ما کرد عین الطاف اوست |
|                                     |  | حافظ                               |

درویش: کسی است که ترک دنیا کرده‌است و عوارض آن کرده باشد و در قبال ناملایماتی که نتیجه این ترک است صبر و شکیبایی و خرسندی یافته‌است.
دست افشاندن: اشاره دارد به دست از دنیا و آخرت برداشتن در راه معشوق.
دست زدن - کف زدن: محافظت و مراقبه وقت را گویند.
دف: طلب معشوق برای عاشق را گویند. طلبی که مقرون به شوق باشد.
دلیل: در لغت به معنای مرشد است و آنچه موجب ارشاد می‌شود. (تعریفات جرجانی)
دم: نفخه الهی است که تعبیر به نفس الرحمن می‌شود.

## ذ
ذکر: در اصطلاح صوفیه یاد حق است خواه به زبان و خواه به دل.

## ر
رباب: ندای ارجعی که از محبوب به گوش محب و سالک می‌رسد.
رجا: آرامش دل به نیکی و صدق و راستی وعده. چشم داشتن به خیر حق که صاحب خیر است.
رضا: شادی دل است به تلخی قضا خارج شدن سالک از رضایت نفس است و وارد شدن به رضای حق.
رطل: پیاله شراب و جام می عشق الهی
رقص: شادی و فرح روح
رنج: وجود امری را گویند که بر خلاف ارادت دل باشد.
رندی: قطع نظر است از انواع اعمال و طاعات. (رساله اصطلاحات، عراقی)
رویت: منظور صوفیه از رویت دیدار حق تعالی است. (مصباح الهدایه و مفتاح الهدایه، عزالدین محمود کاشانی)
رویةالقلب یا دید دل: نگریستن به مواریث غیب، به دیده یقین و حقایق ایمان است. (شرح شطحیات، روزبهان بقلی)
ریاضت: ترک لذات نفس است و تهذیب اخلاق نفسانی و تبدیل صفات زشت و نکوهیده به حالات پسندیده.

## ز
زلف: کنایه از ظلمت و کفر است. در اصطلاح، اشاره به کثرت دارد، چرا که، رخ وحدت را حجاب و پوشش است.
زلف؛ گسترهٔ رمز و رازها و اسرار الهی‌ست.
تاب زلف؛ پیچ و خم اسرار الهی‌ست.

## س
ساغر: اشاره به دل صوفی است که می وصال و محبت در آن ریخته می‌شود.
ساقی: اشاره دارد به محبوب مطلق و پیر طریقت. رساننده فیض که شراب عشق را به عاشقان خود می‌دهد.
| ساقیا لطف نمودی قدحت پر می باد |  | که به تدبیر تو تشویش خمار آخر شد |
|                                |  | حافظ                             |

| از پرده برون آمد ساقی قدحی در دست |  | هم پرده ما بدرید هم توبه خود بشکست |
|                                   |  | عراقی                              |

سالک: سیرکننده بسوی خدا و متوسط بین مبدأ و منتهی مادام که در سیر است.
سبو: اشاره دارد به تعینات ویژه من و مای اعتباری انسان. کنایت از جام می وحدت که از منبع فیض مطلق به هرکسی سهمی داده شده‌است.
سر: (به شد حرف ر) لطیفه‌ایست که در قلب به ودیعه نهاده شده مانند روح و آن محل مشاهده‌است.
سکر: غیبتی که به دنبال واردی قوی حاصل گردد و موجب شادی و طرب صوفی شود. مستی روح از طراوت مشاهده. ترک قیود ظاهری و باطنی و توجه صرف به حق.
سلوک: طی مدارج خاص را گویند که سالک همواره باید طی کرده تا به مقام وصل و فنا برسد.
سماع: حالی است که بر اثر آوازی خوش یا نغمه دلکش صوفی را از دست بدهد و از خود بی‌خود کند.

## ش
شراب: افراط محبت یا کمال معشوق را گویند.
شراب الست: عشق ازلی محبوب را گویند.
شراب تلخ: غلبات عشق که وجود اعتباری صوفی را به کلی از او بگیرد.
| شراب تلخ صوفی سوز بنیادم نخواهد برد |  | لبم بر لب نه ای ساقی و بستان جان شیرینم |
|                                     |  | حافظ                                    |

شراب ناب: عشق بی غش که صوفی را از من و مای اعتباری دور سازد.
شرک: توجه به غیر خداست.
شهود: رویت و دیدن حق است با دیدهٔ حق.

## ص
صحو: به هوش آمدن سالک از حالت سکر.
صنم: یار و دلدار و محبوب است. گاهی اوقات نفس هم با این تعبیر خوانند.

## ط
طرب: انس با حق تعالی است. سرور و شادی محض دل در آن.
طریقت: مجموعه آداب و اعمال قلبی و قالبی که صوفیان زیر نظر پیر طریقت برای رسیدن به حقیقت انجام دهند.
طمس: فنای صفاتی.

## ع
عارض: عارض رخسار است، و تجلی جمالی
عاشق: جوینده حق را گویند با وجود دوستی تمام و جدّ بلیغ. (رساله اصطلاحات، عراقی)
| به کدام مذهب است این به کدام ملت است این |  | که کشند عاشقی را که تو عاشقم چرایی |
|                                          |  | عراقی                              |

عزلت: بیرون آمدن از اختلاط با خلایق و قطع علایق است.
عشق: دوستی حق را گویند با وجود طلب وجد تمام. (رساله اصطلاحات، عراقی)
شیخ را سؤال کردند از عشق، شیخ ما گفت: عشق دام حق است. (اسرارالتوحید)
ابوالحسن خرقانی گفت: یک ذره عشق از عالم غیب بیامد و همه سینه‌های محبّان ببویید، هیچ‌کس را محرم نیافت، هم با غیب شد. (عطار، تذکرةالاولیا)
افراط در محبت است و آتشی است که در دل عاشق حق می‌افتد و جز حق را می‌سوزاند. این عشق امری الهی است و آمدنی است نه آموختنی. (جواد نوربخش)
همچنین مراجعه شود به صفحه عشق (بخش‌های عشق عرفانی و عشق در کلام بزرگان صوفیه). همچنین مراجعه شود به صفحه عشق عرفانی.
عود: اشاره دارد به عشق تمام و کمال و شوق و شیفتگی.
عیش: دوام حضور است و فراغت آن به تمام و کمال معنی.

## غ
غفلت: پیروی از نفس است در آنچه می‌طلبد و همچنین دوری سالک است از ذکر.
فقر: عدم تملک و مالکیت صوفی است تا چیزی را به خود اضافه کند آنچنان که از خود فانی شود و به خدا رسد.
فنا: فانی شدن سالک در صفات الهی ست از جمیع صفات خود در صفات حضرت حق. آنست که شخص به خود آگاه نباشد یا به هر چیزی از لوازم خود.

## ق
قدح: وقت را گویند. اشاره دارد به وقت و هنگام تجلی. موطن تجلیات آثاری و قابل مشاهده هست.
قناعت: آرام بودن به هنگام نداشتن و بخشش به وقت دارایی.

## ک
کشف: رفع حجاب است. خواه وجودی باشد یا شهودی.
کفر: تاریکی عالم تفرقه را گویند.

## گ
گدا: کسی که فقیر تجلیات الهی است.
گل: نتیجه عمل را گویند که در دل پیدا شود. (رساله اصطلاحات، عراقی)
گوهر: معانی و صفات را گویند. (رساله اصطلاحات، عراقی)
گوی: محبوری و مقهوری سالک را گویند، به طریق جبر و قهر. (رساله اصطلاحات، عراقی)
گیسو: طریق طلب را می‌گویند. (رساله اصطلاحات، عراقی)

## ل
لاابالی: باک نداشتن است از هر نوع که پیش آید و گوید و کند. (رساله اصطلاحات، عراقی)
لطف: پرورش دادن عاشق را گویند، به طریق مواسات و موافقت.
لقا: ظهور معشوق است، چنان‌که عاشق را یقین حاصل شود که اوست. (رساله اصطلاحات، عراقی)

## م
مجلس: آیات و اوقات حضور را گویند با حق تعالی.
شیخ ما (ابوسعید ابوالخیر) گفت: ما مجلس بی‌علم کنیم و دعوت بی‌سیم.
محاسبه: مراقبت صوفی از کردار و گفتار به‌طور پیوسته.
مرید: کسی که از اراده خود مجرد شده و از غیر خدا بریده و دائماً در طلب کمال باشد.
مست: اهل جذبه وسکر را گویند.
مطرب: آگاه‌کننده را گویند.
مطرب پیر کامل مرشد مکمل را گویند.
مغنی: رساننده فیض.
| بازآمد آن مغنی، با چنگ ساز کرده |  | دروازهٔ بلا را بر عشق باز کرده |
|                                 |  | شمس                           |

مقام: محل اقامت صوفی است به تصرف خود او. مرتبت و منزلتی که صوفی بواسطه رعایت آداب خاصی به آن می‌رسد.
مکاشفه: حضوری است که وصف آن ممکن نمی‌باشد در جریان کشف و شهود.
مکاشفه: حضوری است که در بیان نگنجد. (تعریفات جرجانی)
می: ذوقی که بر اثر یاد حق در دل صوفی پیدا شود و او را سر مست گرداند. همچنین به معنای نشاه ذکر و جوشش عشق نیز هست.
می لعل: پیام معشوق است و ذوق محبت.
میکده: باطن پیران کامل و قرارگاه مرشدان را گویند و اشاره دارد به ذات حق.
مینا: به معنای دل عارف است و واسطه عاشق و معشوق.
محق:فنای وجود عبد است در ذات حق.

## ن
نای: پیغام محبوب است.
نفس: (به فتح حروف ن - ف) آسایش دادن دل به لطایف غیوب و پنهانی. دوام حال مشاهده و آسایش جستن از دل است.
نغمه: امتداد نَفَس رحمانی و استمرار فیض وجودی را گویند که جمیع ذرّات کائنات از آن نغمه به رقص آمده‌اند.
| همه عالم صدای نغمهٔ اوست |  | که شنید این چنین صدای دراز |

## و
وارد: آنچه را که از معانی غیبی بدون عمد بنده بر دل بگذرد. (تعریفات جرجانی)
| دل آینهٔ جمال ذات است |  | مرآت تجلی صفات است    |
| مجلای تجلییات دایم   |  | پیوسته محل واردات است |

وارد آن بود که به دل درآید، در دل قرار گیرد، مباشر سرّ شود، نه چون بادی بود که پیدا شود و ناپیدا شود، اصل وارد کشف مراد عارف است که بی‌قصد درآید، او را طلب مزید فرماید. (روزبهان بقلی، شرح شطحیات)
واقعه: آن چیزهایی است که سالک در حال استغراق در مراقبه می‌بیند.
وجد: واردیست غیبی که از حق بر دل صوف پدید می‌آید و ظاهر وباطن او را با بروز حالی مانند شادی و غم تغییر دهد.
ورد: دعای صوفی برای تقرب به حق و جلب توجه و نیل به آرزوی خود.
وقت: مشغول شدن صوفی است به ورد و ذکر و فارغ شدن از یاد گذشته و آینده.

## ه
هشیاری: بیرون شدن عاشق است از حال مستی غلبه عشق.
هیبت: اثر مشاهده جلال و عظمت خداوند است در دل عارف.